# آزولات
الآزولات هي صنف من المركبات العضوية خماسية الحلقة غير المتجانسة وغير المشبعة، والتي تحوي في بنيتها على ذرة نتروجين واحدة بالإضافة إلى ذرة أخرى على الأقل من الذرات غير المتجانسة المعروفة وهي النتروجين أو الكبريت أو الأكسجين.
تسمى مركبات الآزولات عادةً وفق نظام تسمية هانتش-فيدمان.

## الخواص
تتصف مركبات الآزولات الأساسية بأنها ذات صفة عطرية، حيث تحوي على رابطتين مضاعفتين في البنية الهيكلية للمركب.

## المركبات
حاوية على النتروجين

إيميدازول
بيرازول
3،2،1-تريازول
4،2،1-تريازول
تترازول
بنتازول

حاوية على النتروجين والأكسجين

أكسازول
إيزوكسازول
3،2،1-أكساديازول (غير مستقر)
4،2،1-أكساديازول
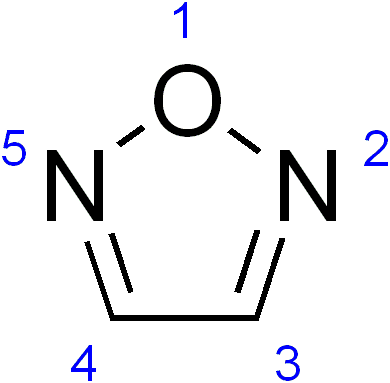
5،2،1-أكساديازول (فورازان)
4،3،1-أكساديازول

حاوية على النتروجين والكبريت

ثيازول
إيزوثيازول
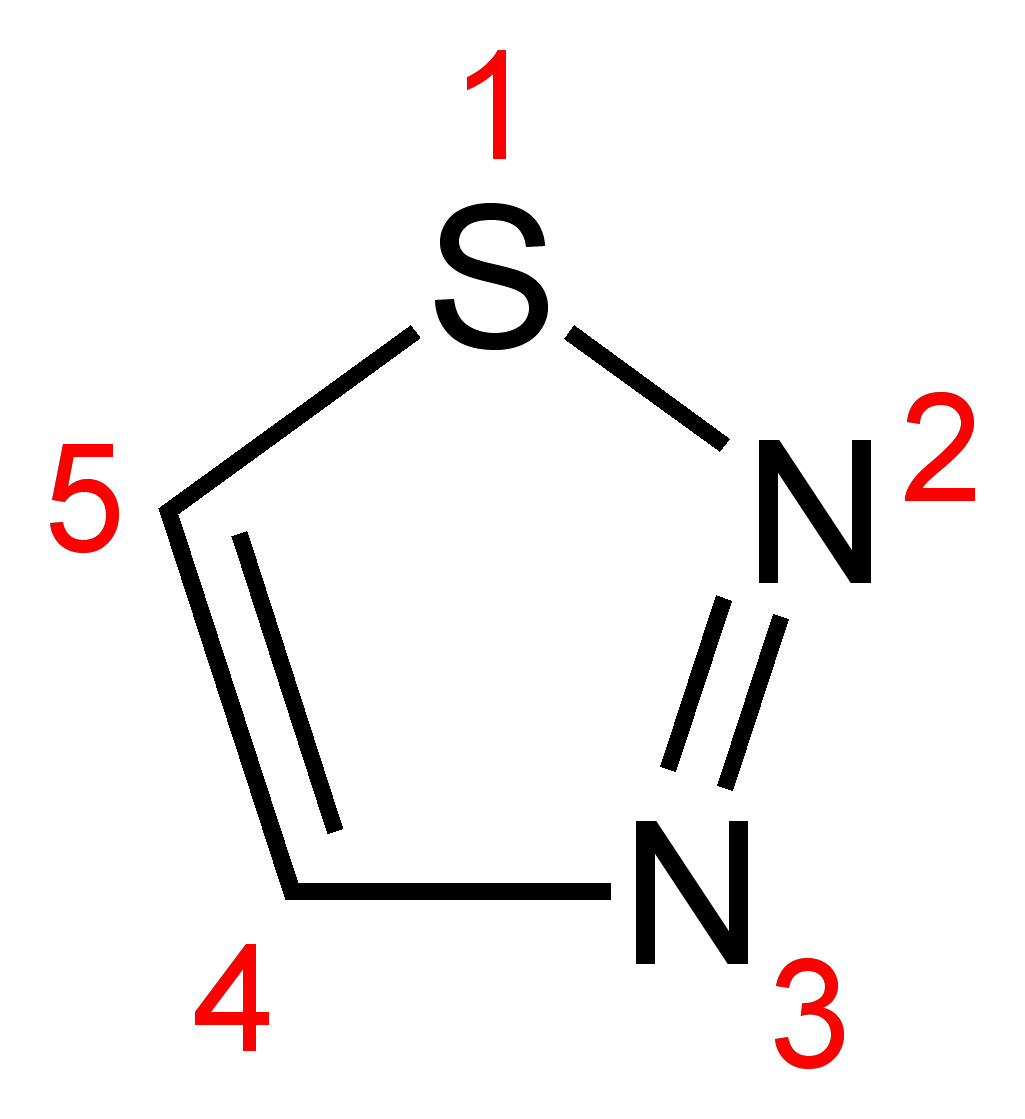
3،2،1-ثياديازول
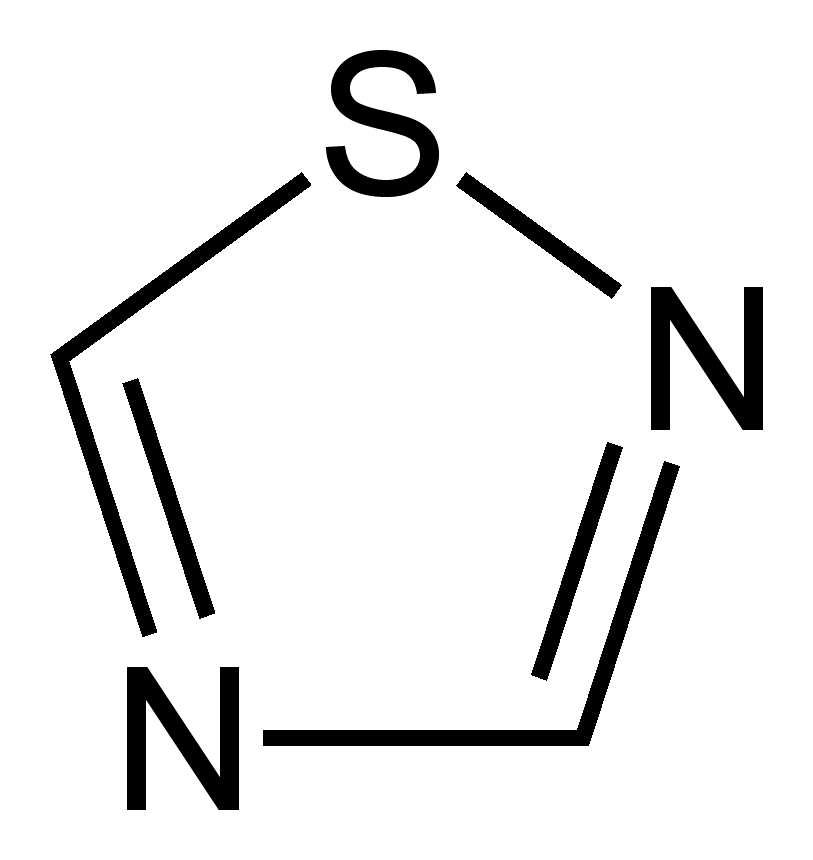
4،2،1-ثياديازول
5،2،1-ثياديازول
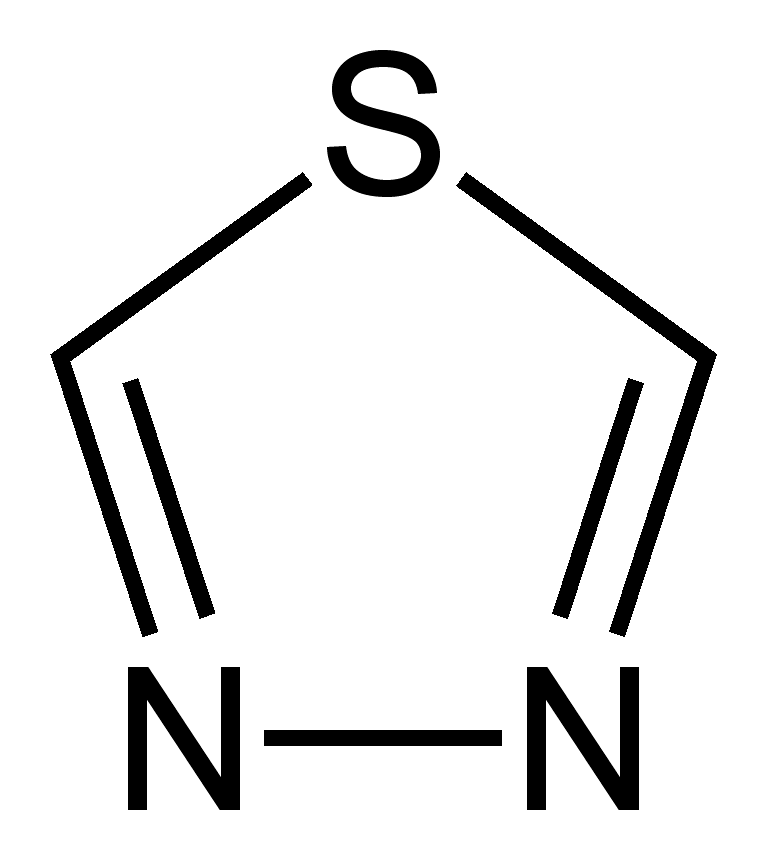
4،3،1-ثياديازول

## الاستخدامات
تستخدم مركبات الآزولات في تحضير المبيدات الفطرية وفي صناعة المستحضرات الصيدلانية.

## اقرأ أيضاً
- آزينات